# Second mesopleuro-mesonotal muscle
Second mesopleuro-mesonotal muscle, mięsień pl2-t2b (pl. "drugi mięsięń mezopleuralno-mezonotalny") – mięsień tułowia niektórych owadów.
Mięsień śródplecza stwierdzony u błonkówek. Wychodzi ze środkowej części mesopleuronu i przyczepia się do brzusznej powierzchni lateral axillar area. Mięsień ten stanowi retraktor "tarczkowego zespołu pachowego" (ang. scutellar axillar complex)
U większości Scelionidae mięsień ten ma kształt pałeczkowaty i wychodzi z grzbietowej powierzchni "apodemy pleuralnej" (ang. pleural apodeme). U rodzajów Archaeoteleia, Nixonia, i Sparasion apodemy tej brak, a mięsień ma kształt wachlarzowaty i bierze swój początek na grzbietowej powierzchni zagłębień udowych.